# Koto Renah (Pesisir Bukit)
Koto Renah is een bestuurslaag in het regentschap Sungai Penuh van de provincie Jambi, Indonesië. Koto Renah telt 1737 inwoners (volkstelling 2010).